# Phaegorista similis
Espèce
Synonymes
- Phoegorista helcitoides Dewitz, 1879

Phaegorista similis est une espèce de lépidoptères de la famille des Noctuidae.